# Polibutadien
Polibutadien (poli(1,3-butadien); BR) -  polimer otrzymywany w wyniku polimeryzacji 1,3-butadienu, stosowany jako tworzywa sztuczne z grupy elastomerów, stosowany do produkcji kauczuku syntetycznego. 

## Otrzymywanie
Polibutadien został po raz pierwszy otrzymany w 1910 r. przez rosyjskiego chemika Siergieja Lebiediewa, który następnie opracował technologię produkcji polibutadienu przy użyciu sodu jako katalizatora (1932 r.).  
Polibutadien może być również otrzymywany w wyniku polimeryzacji emulsyjnej w obecności katalizatorów wolnorodnikowych. Obecnie na skalę przemysłową jest produkowany głównie za pomocą polimeryzacji w roztworze przy użyciu związków litu (polimeryzacja anionowa) lub katalizatorów Zieglera-Natty (polimeryzacja koordynacyjna).  
W trakcie polimeryzacji powstają mery 1,4-trans, 1,4-cis oraz 1,2- (vinyl), które w zależności od warunków prowadzenia tej reakcji mogą występować w różnych konfiguracjach i proporcjach co znacząco zmienia własności tego polimeru: 

Polimeryzacja butadienu

Dodatkowo mer 1,2-, który posiada chiralny atom węgla może występować w trzech formach stereoizomerycznych jako izotaktyczny, syndiotaktyczny oraz ataktyczny. 
Mikrostruktura, masa molowa i jej rozkład otrzymanego polibutadienu zależy od metody otrzymywania oraz katalizatora. Polimer otrzymany w wyniku polimeryzacji anionowej przy użyciu katalizatora alkilolitowego (Li-BR) charakteryzuje się węższym rozkładem masy molowej niż polimer otrzymany przy użyciu katalizatorów Zieglera-Natty.
|        | cis (%)  | trans (%) | vinyl (%) |
| ------ | -------- | --------- | --------- |
| Neodym | 98       | 1         | 1         |
| Kobalt | 96       | 2         | 2         |
| Nikiel | 96       | 3         | 1         |
| Tytan  | 93       | 3         | 4         |
| Lit    | 10 do 30 | 20 do 60  | 10 do 70  |

## Zastosowanie
Polibutadien jest drugim na świecie kauczukiem syntetycznym pod względem produkcji  (po kauczuku butadienowo-styrenowym). 
1,4-cis-polibutadien jest bardziej elastyczny od izomeru trans, a zawartość struktur trans i cis zależy od zastosowanych katalizatorów. Polibutadien jest szeroko wykorzystywany w przemyśle gumowym – produkuje się z niego gumę o różnej twardości i ścieralności, stosowaną m.in. w oponach samochodowych. Pod względem właściwości jest zbliżony do kauczuku naturalnego (zawierającego wyłącznie izomer cis), który został wyparty przez polimer syntetyczny w latach 30. XX w.